# Villa a Trentaremi
Die Villa a Trentaremi ist ein Landhaus aus den 1950er-Jahren auf dem Hügel von Posillipo in Neapel in der italienischen Region Kampanien. Sie liegt in der Discesa Gaiola, 37.

## Geschichte und Beschreibung
Die Villa am Kap Trentaremi liegt vollständig im Grünen; man kann sie weder von oben noch vom Meer aus sehen.
Das erste Gebäude an dieser Stelle gehörte dem britischen Botschafter und wurde im Zweiten Weltkrieg bombardiert. Das heutige Bauwerk entstand an der Stelle dieses Gebäudes. Das Landhaus wurde vom Architekten Massimo Nunziata entworfen und 1954 fertiggestellt. Es stellt ein elegantes Beispiel für den italienischen Rationalismus dar, das Architektur und Natur zu einer einzigen Umgebung verbindet.
Das Landhaus erstreckt sich um ein Atrium und hat drei Stockwerke. Die einzelnen Schlafzimmer sind um das Atrium herum angeordnet und über eine Holztreppe erreichbar. Kürzlich wurden Veränderungen an der Raumaufteilung vorgenommen; die Villa befindet sich in Privatbesitz.